# Taniec charakterystyczny
Taniec charakterystyczny – uformowany w ciągu XIX wieku stylizowany taniec ludowy, zaadaptowany do potrzeb scenicznych, jak na przykład: mazur ze Strasznego Dworu Moniuszki. 
To również stylizacja taneczna charakterystycznych cech jakiejś grupy społecznej lub zawodowej, jak taniec: marynarski, góralski, cygański lub chiński.
Do tańców charakterystycznych zaliczamy także opracowania tańców ludowych wykonywanych przez takie zespoły jak Mazowsze i Śląsk.